# Flüssigstickstoff

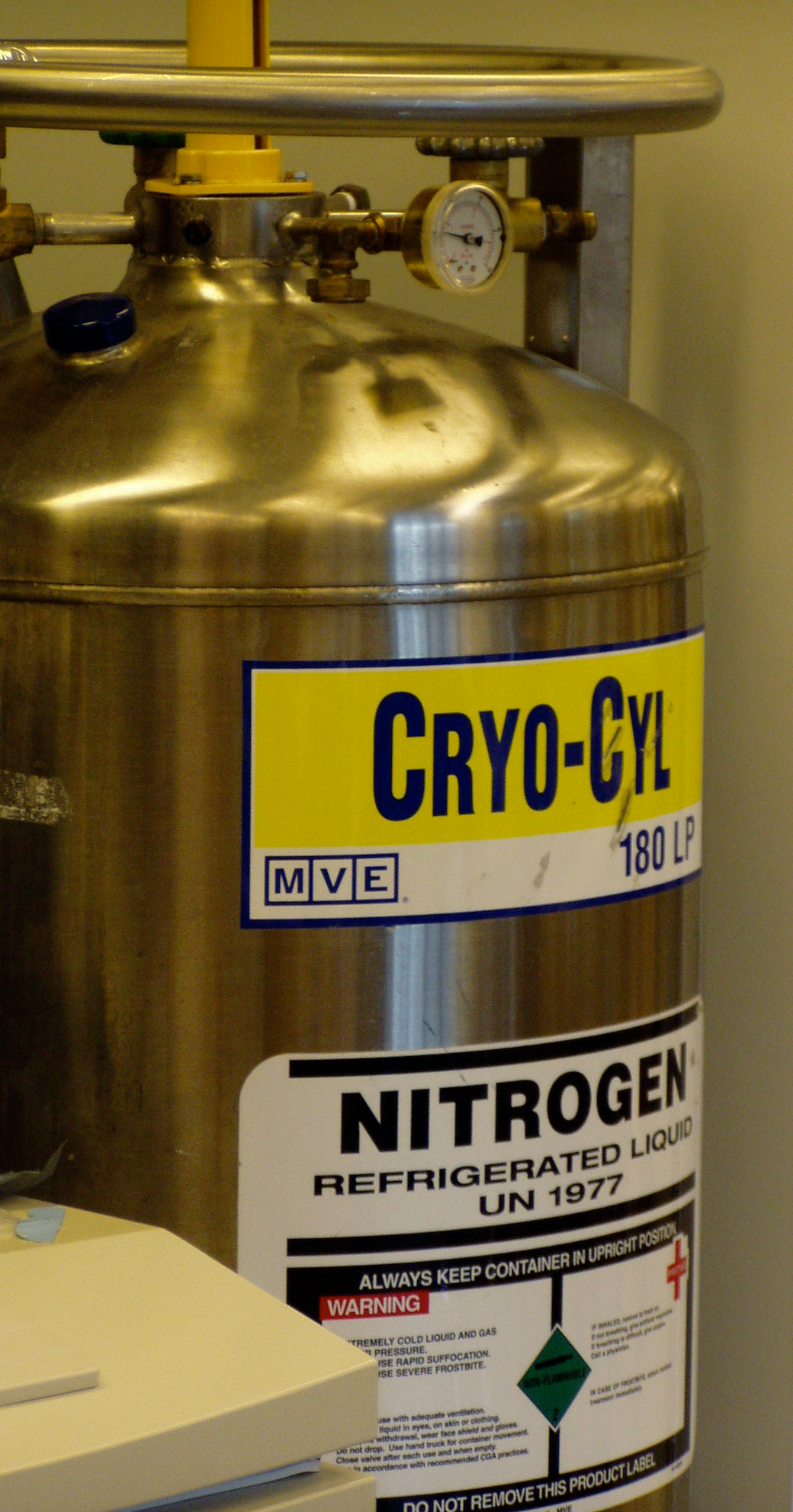
Ein Versorgungstank mit Flüssigstickstoff für Kryokonservierung

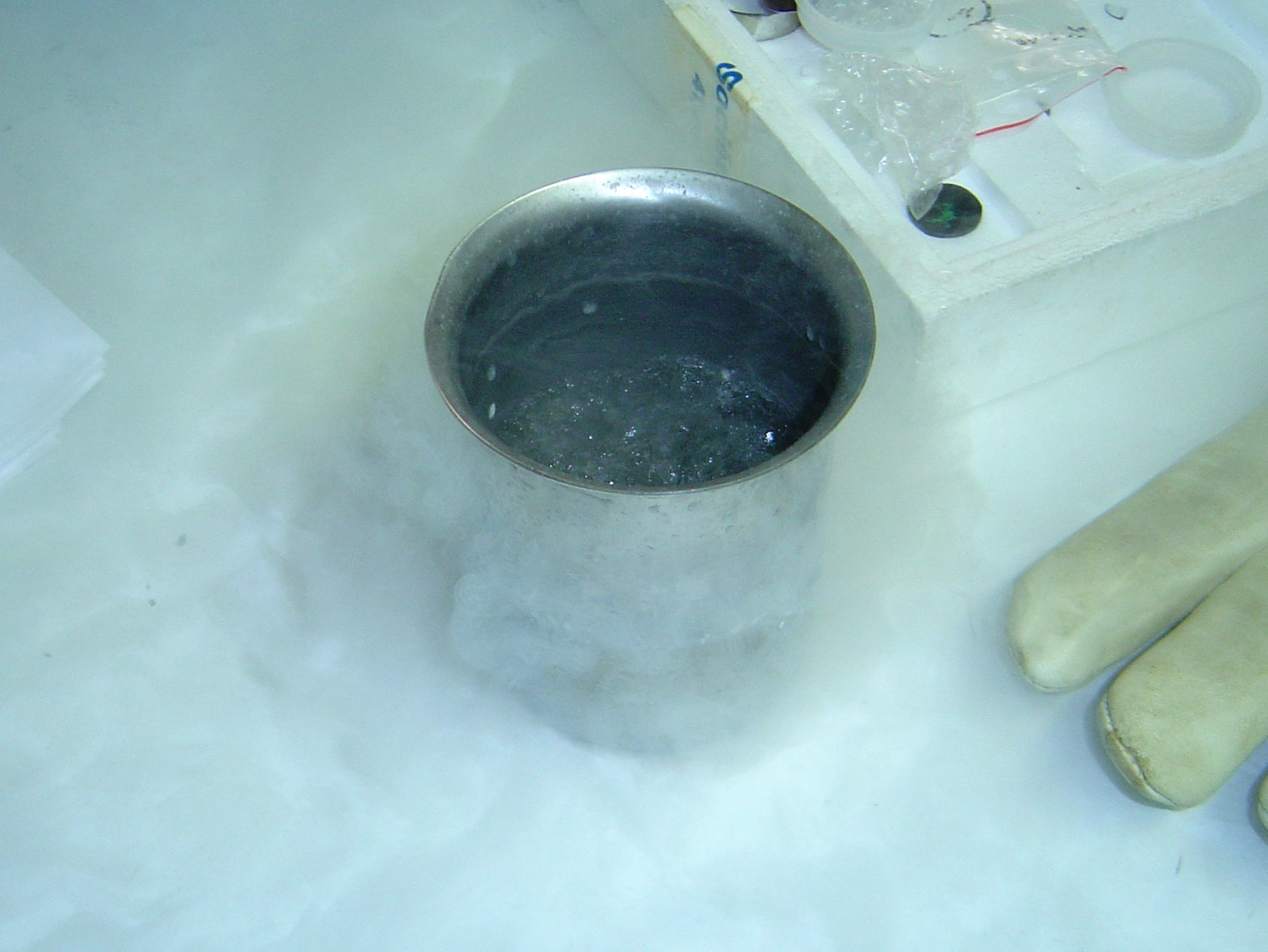
Siedender Flüssigstickstoff in einem tassenförmigen Behälter

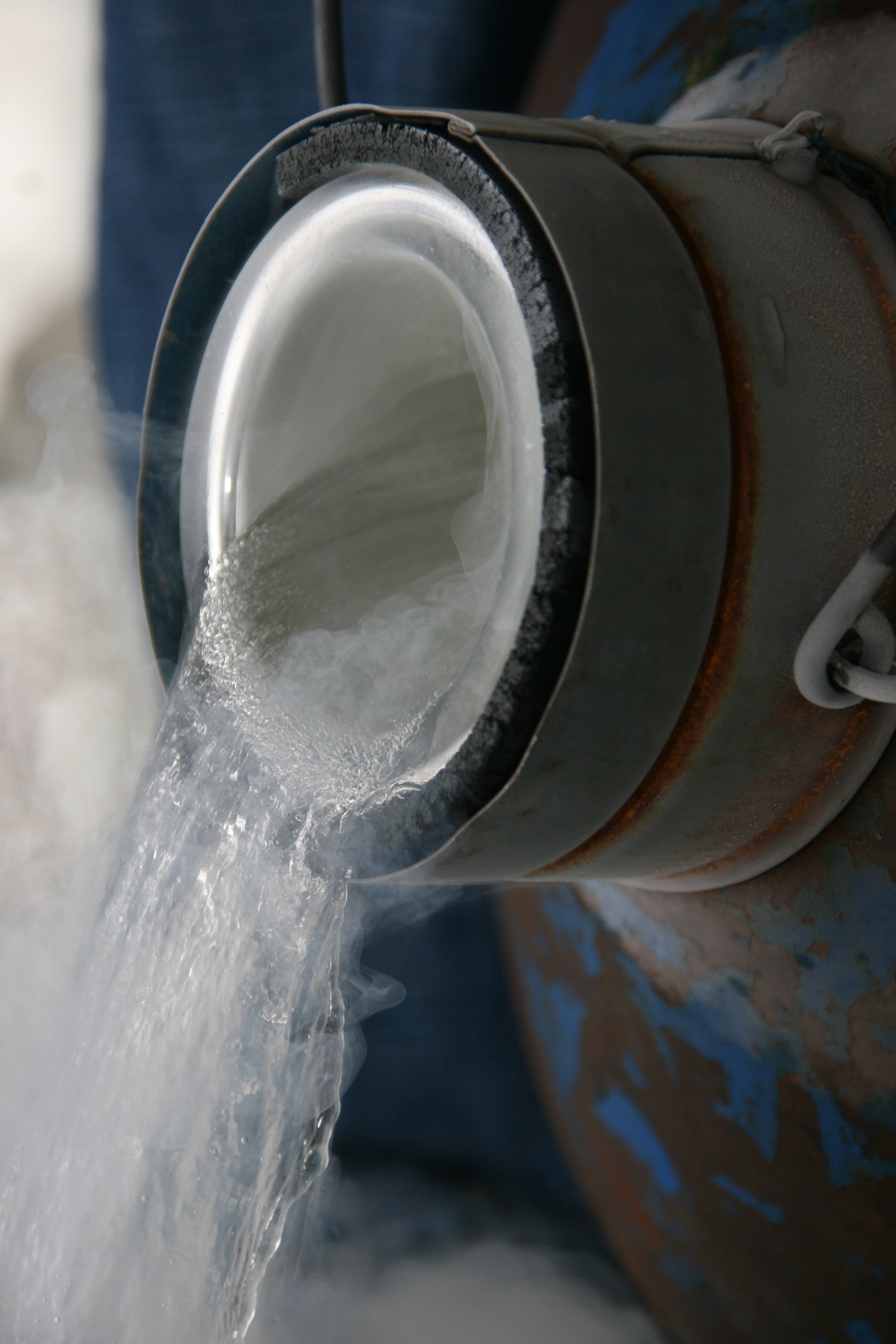
Flüssiger Stickstoff beim Umfüllen

Flüssigstickstoff (englisch liquid nitrogen, LN oder LN2) ist Stickstoff in flüssigem Aggregatzustand, der unter Normaldruck bei 77 K (−196 °C) siedet. Die klare, farblose Flüssigkeit hat eine Dichte von 0,8061 g/ml am Siedepunkt und eine Viskosität von etwa 1,5 Millipoise (0,15 mPa·s).
Flüssigstickstoff wird industriell in großen Mengen zusammen mit Flüssigsauerstoff durch fraktionierte Destillation von flüssiger Luft hergestellt. Da Luftverflüssigung die einzige Möglichkeit zur Gewinnung der Edelgase Neon, Krypton, Argon und Xenon ist (Helium wird hingegen aus heliumhaltigem Erdgas gewonnen), ist es als Koppelprodukt der Gewinnung dieser Spurengase verhältnismäßig billig und verfügbar. Ausreichend isoliert bzw. in sogenannten Dewargefäßen kann Flüssigstickstoff aufbewahrt und transportiert werden. Dabei bleibt die Temperatur durch langsames Sieden des Stickstoffs bei konstant 77 K; der gasförmige Stickstoff muss entweichen können. Je nach Größe und Aufbau der Isoliergefäße kann die maximale Aufbewahrungszeit zwischen einigen Stunden bis zu einigen Wochen betragen.
Flüssigstickstoff kann leicht in den festen Zustand überführt werden, indem es in eine Vakuumkammer mit einer Drehschieberpumpe gegeben wird. Stickstoff gefriert bei einer Temperatur von 63 K (−210 °C). Als Kühlmittel (Badkühlung) zeigt Stickstoff wegen des Leidenfrost-Effekts zunächst wenig Effekt, solange der zu kühlende Gegenstand noch warm ist. Schnellere und bessere Kühlung kann erreicht werden, indem ein Gegenstand in eine Mischung aus festem und flüssigem Stickstoff gegeben wird anstatt in flüssigen Stickstoff allein.

## Anwendungen
Flüssigstickstoff ist eine kompakte und einfach zu transportierende Quelle von Stickstoffgas. Außerdem ist er in einem weiten Bereich von Anwendungen nützlich, da er als Kältemittel eine Temperatur weit unter dem Gefrierpunkt von Wasser aufrechterhalten kann. Verwendungen:
- In der Kryotechnik[6]
- Zur Kryokonservierung und Aufbewahrung von Blut, Eizellen, Sperma und anderen Zellen, biologischen Proben und Materialien.[7]
- Als Quelle für sehr trockenes Stickstoffgas
- Zum Gefrieren von Nahrungsmitteln für den Transport[6]
- Als Kühlmittel für CPUs (Hauptprozessoren), GPUs (Grafikprozessoren) und anderen elektronischen Bauteilen[8]
- In der Kryotherapie, um unansehnliche oder krankhafte Hautveränderungen wie Warzen und aktinische Keratose zu entfernen[6]
- Zur Kühlung von Hochtemperatursupraleitern auf eine niedrige Temperatur, die Supraleitung ermöglicht
- Als ein Kühlmittel von Gasfallen bei Vakuumpumpen und bei der kontrollierten Verdampfung in der Chemie
- Als Kühlmittel, um die Empfindlichkeit von Infrarotsensoren zu erhöhen
- Als Kühlmittel, um mechanische Teile im Maschinenbau einzuschrumpfen (siehe Kaltdehnen), um eine Pressverbindung zu ermöglichen[6]
- Zur Verbindung von Wellen und Laufrädern durch Querverpressung[9]
- Beim Recycling von Gummi und Verbundwerkstoffen um sie bei tiefen Temperaturen zu Zermahlen.[6]
- Als Bauverfahren im Tiefbau, bei dem der Boden durch künstliches Gefrieren des Bodenwassers verfestigt wird (Bodenvereisung)[6]
- Zur Rohrfrostung, um einen temporären Verschluss einer Rohrleitung herzustellen
- Zur Herstellung von Speiseeis[10]
- In der Molekularküche zur Kühlung und Bereitung von Effekten.[6]
- Zur Inertisierung von Tanks zur Explosionsvorbeugung[11]
- Bei der kryonischen Konservierung von Menschen und Haustieren, in der Hoffnung, sie irgendwann wiederbeleben zu können
- Bei der sogenannten Promession, einer Form der Leichenbestattung[6]

## Sicherheit

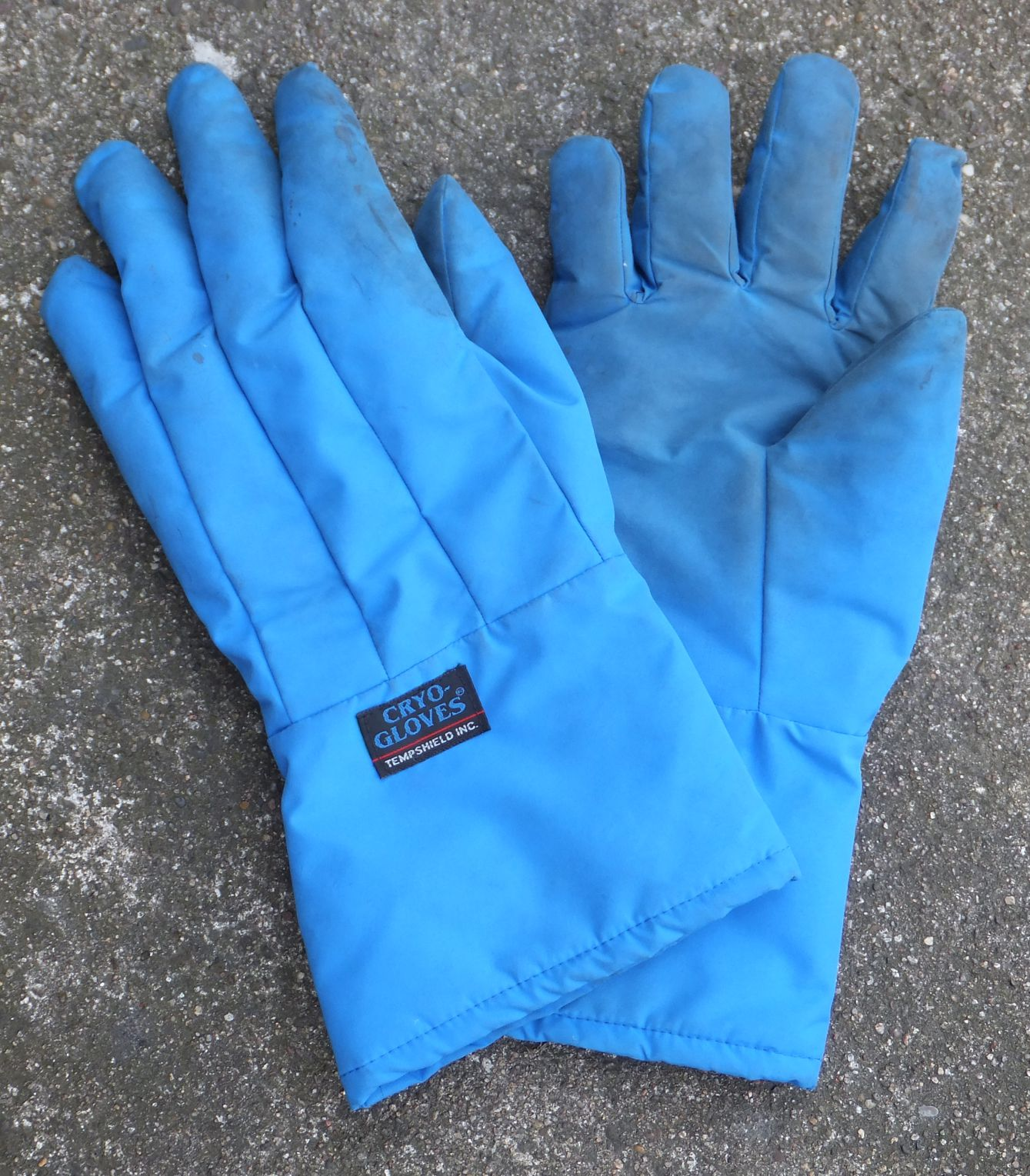
Tieftemperatur-Handschuhe für Arbeiten mit verflüssigten Gasen

Wegen seiner niedrigen Temperatur kann Flüssigstickstoff bei unvorsichtigem Gebrauch in kürzester Zeit Erfrierungen verursachen. Zwar kann man seine Hand kurz in flüssigen Stickstoff tauchen, sofern man keine guten Wärmeleiter wie metallische Ringe trägt, weil der an der Haut verdampfende Stickstoff eine isolierende Gasschicht bildet (Leidenfrost-Effekt). Kommt man aber in Kontakt mit Metall oder anderen Wärmeleitern, ist die Isolation sofort unterbrochen, was zu schweren Erfrierungen und Absterben des Gewebes führt. Zum sicheren Be- und Umfüllen kommen daher oft Schnellkupplungen zum Einsatz.
Wie alle Stoffe dehnt sich Stickstoff beim Sieden stark aus. Sein Volumen steigt beim Übergang vom flüssigen in den gasförmigen Zustand bei Raumtemperatur um den Faktor 700. Das kann explosive Kräfte auslösen. Bei einem Unfall an der Texas A&M University versagte ein verstopfter Tank, explodierte, und wurde durch die Decke über dem Tank geschleudert.
Flüssigstickstoff kann in sogenannten Dewargefäßen mit evakuierter doppelter Wand aus Glas oder Stahl transportiert und gelagert werden. Dabei muss stets ein Druckausgleich zur umgebenden Atmosphäre stattfinden können. Flüssigstickstoff sollte nur von geschulten Personen gehandhabt werden. Es kam in der Vergangenheit zu schweren Verletzungen bis hin zu Todesfällen durch unsachgemäße Handhabung flüssigen Stickstoffs, beispielsweise wenn Flüssigstickstoff, der für die Molekularküche besorgt wurde, in einer fest verschlossenen Thermoskanne transportiert wurde.
Das Bundesinstitut für Risikobewertung (BfR) wies auch auf gesundheitliche Risiken bei der Verwendung von Flüssigstickstoff im Rahmen des Food-Trends „Dragon Breath“ hin. In mehreren deutschen Bundesländern wurden vereinzelt Fälle gemeldet, bei denen etwa an Kiosken Lebensmittel mit flüssigem Stickstoff gefroren und dann an Verbraucher lose zum Verzehr abgegeben wurden. Während des Verzehrs sorgt der Flüssigstickstoff dafür, dass der Atem kondensiert und wie der namensgebende „Drachenatem“ aussehen soll. Das BfR weist darauf hin, dass die extreme Kälte zu Verletzungen der Zunge bzw. Mundschleimhaut (auch bekannt als Gefrierbrand oder Kälteverbrennung) oder Schädigungen der Zähne führen kann.
Wenn Flüssigstickstoff verdunstet oder unkontrolliert in größeren Mengen austritt, sinkt die Sauerstoff-Konzentration in der Luft. Besonders in geschlossenen Räumen kann das zu Sauerstoffmangel führen. Weil der kalte Stickstoff schwerer ist als die wärmere Umgebungsluft, kann es zur Bildung einer Schichtung kommen und die Sauerstoffkonzentration unten stärker sinken als oben.   Weil Stickstoff geruch-, farb- und geschmacklos ist, kann unbemerkt eine Hypoxie entstehen. In Kraftfahrzeugen darf Flüssigstickstoff in Kryobehältern nur transportiert werden, wenn eine strikte Trennung von Fahrgastzelle und Transportzelle gewährleistet ist. Beim Transport von Kryobehältern in Aufzügen dürfen keine Person mitfahren. Es sind Aufzüge mit Schlüsselsteuerung zu verwenden oder durch andere Maßnahmen sicherzustellen, dass keine Personen zusteigen können.
Flüssigstickstoff hat einen niedrigeren Siedepunkt (−196 °C, 77 K) als Sauerstoff (−183 °C, 90 K), so dass Sauerstoff aus der Luft an Flüssigstickstoff-Leitungen kondensieren und spontan mit organischem Material reagieren kann. Auch in offenen Behältern, die Flüssigstickstoff enthalten, kann Sauerstoff aus der Luft kondensieren und in den Behälter tropfen. Der Flüssigstickstoff im Behälter wird dann mit Flüssigsauerstoff zunehmend verunreinigt. Bei späterem Gebrauch kann diese Mischung zu starker Oxidation bis hin zur Explosion führen, vor allem bei Kontakt mit organischen Materialien. Flüssigsauerstoff hat eine blassbläuliche Farbe in dicker Schicht, so dass eine bläuliche Farbe flüssigen Stickstoffs in einem Dewargefäß bereits auf einkondensierten Sauerstoff hindeuten kann. Flüssiger Stickstoff ist in reiner Form farblos und transparent.

## Kosten
Der Preis von Flüssigstickstoff hängt vom Energiepreis und von der Entfernung zu entsprechenden Produktionsorten ab. In industrialisierten Gebieten liegt er in der Größenordnung von 10–50 Cent pro Liter. Kleinmengen und die Lieferung an abgelegene Orte können erheblich teurer sein. Steigt die Nachfrage nach den Edelgasen (mit Ausnahme Heliums), dann steigt das Angebot des Koppelprodukts flüssiger Stickstoff, wodurch der Preis fällt, wenn keine Nachfragesteigerung auftritt. Anders als Aluminium, bei dem ebenfalls Energie der hauptsächliche Kostenfaktor ist, wird flüssiger Stickstoff weniger global transportiert und gehandelt, da kryogene Transporte energieintensiv und/oder verlustbehaftet (Kühlung durch Verdampfen eines Teils der transportierten Substanz) sind.